# Миндальная паста
Миндальная паста — паста из мелко измельченных или перетёртых семян миндаля, в которую может добавляться небольшое количество растительного масла (как правило, оливковое или кокосовое), придающее этой массе пластичность.
Миндальная паста может использоваться как заменитель арахисовой пасты, так как содержит намного меньше насыщенных жирных кислот и не уступает по содержанию витаминов и белков.
Употребляется в чистом виде или намазывается на хлеб, используется как заправка для салатов или как основа для десертов.